# Seizième circonscription de Paris de 1958 à 1986
Pour les articles homonymes, voir Seizième circonscription de Paris de 1988 à 2012 et Seizième circonscription de Paris depuis 2012.
De 1958 à 1986, la seizième circonscription législative de Paris recouvrait un quartier du 14e arrondissement de la capitale : le quartier de Plaisance. Cette délimitation s'est appliquée aux sept premières législatures de la Cinquième République française. De 1958 à 1967, elle se confond avec la 16e circonscription de la Seine.

## Députés élus
| Législature | Début de mandat   | Fin de mandat     | Député élu             |  | Parti politique | Observations                                                       |
| ----------- | ----------------- | ----------------- | ---------------------- |  | --------------- | ------------------------------------------------------------------ |
| Ire         | 9 décembre 1958   | 24 septembre 1961 | Christian de La Malène |  | CNIP            | nommé au gouvernement                                              |
| Ire         | 25 septembre 1961 | 9 octobre 1962    | Lucien Carbon          |  | UNR             | mandat écourté à la suite d'une dissolution du général de Gaulle   |
| IIe         | 6 décembre 1962   | 2 avril 1967      | Christian de La Malène |  | UNR-UDT         |                                                                    |
| IIIe        | 3 avril 1967      | 30 mai 1968       | Christian de La Malène |  | UD-Ve           | mandat écourté à la suite d'une dissolution du général de Gaulle   |
| IVe         | 11 juillet 1968   | 1er avril 1973    | Christian de La Malène |  | UDR             |                                                                    |
| Ve          | 2 avril 1973      | 2 avril 1978      | Christian de La Malène |  | CDP             |                                                                    |
| VIe         | 1er octobre 1978  | 22 mai 1981       | Edwige Avice           |  | PS              | mandat écourté à la suite d'une dissolution de François Mitterrand |
| VIIe        | 24 juillet 1981   | 1er avril 1986    | Roger Rouquette        |  | PS              | suppléant d'Edwige Avice, nommée au gouvernement                   |

En 1985, le président de la République François Mitterrand changea le mode de scrutin des députés en établissant le scrutin proportionnel par département. Le nombre de députés du département de Paris fut ramené de 31 à 21 et les circonscriptions furent supprimées au profit du département.

## Évolution de la circonscription
En 1986, cette circonscription a été intégrée, avec une partie de la quinzième, dans la nouvelle « onzième circonscription ».

## Résultats électoraux

### Élections législatives de 1958
| Candidat       | Candidat                   | Parti                     | Premier tour | Premier tour | Second tour | Second tour |  |
| Candidat       | Candidat                   | Parti                     | Voix         | %            | Voix        | %           |  |
| -------------- | -------------------------- | ------------------------- | ------------ | ------------ | ----------- | ----------- |  |
|                | Maria Rabaté               | PCF                       | 10 816       | 27,3         | 12 073      | 30,65       |  |
|                | Christian de La Malène élu | UNR                       | 9 490        | 23,96        | 22 570      | 57,3        |  |
|                | Auguste Marboeuf           | CNIP                      | 8 081        | 20,4         | 11          | 0,03        |  |
|                | Pierre Giraud              | SFIO                      | 5 151        | 13           | 4 733       | 12,02       |  |
|                | Jean Stefanaggi            | UFD                       | 2 333        | 5,89         | Retrait     | Retrait     |  |
|                | André Bossin               | MRP                       | 2 030        | 5,12         | Retrait     | Retrait     |  |
|                | Michel Carrière            | Divers droite (Gaulliste) | 1 713        | 4,32         |             |             |  |
|                |                            |                           |              |              |             |             |  |
| Inscrits       | Inscrits                   | Inscrits                  | 51 916       | 100,00       | 51 917      | 100,00      |  |
| Abstentions    | Abstentions                | Abstentions               | 11 417       | 21,99        | 11 924      | 22,97       |  |
| Votants        | Votants                    | Votants                   | 40 499       | 78,01        | 39 993      | 77,03       |  |
| Blancs et nuls | Blancs et nuls             | Blancs et nuls            | 885          | 2,19         | 606         | 1,52        |  |
| Exprimés       | Exprimés                   | Exprimés                  | 39 614       | 97,81        | 39 387      | 98,48       |  |

Lucien Carbon, chef du personnel dans l'industrie, était le suppléant de Christian de La Malène. Lucien Carbon remplaça Christian de La Malène, nommé membre du gouvernement, du 25 septembre 1961 au 9 octobre 1962.

### Élections législatives de 1962
| Candidat       | Candidat                             | Parti          | Premier tour | Premier tour | Second tour | Second tour |  |
| Candidat       | Candidat                             | Parti          | Voix         | %            | Voix        | %           |  |
| -------------- | ------------------------------------ | -------------- | ------------ | ------------ | ----------- | ----------- |  |
|                | Christian de La Malène sortant réélu | UNR-UDT        | 13 412       | 41,71        | 17 536      | 56,34       |  |
|                | Maria Rabaté                         | PCF            | 9 217        | 28,67        | 13 587      | 43,66       |  |
|                | Alain Griotteray                     | CNIP           | 5 324        | 16,56        | Retrait     | Retrait     |  |
|                | Pierre Giraud                        | SFIO           | 2 300        | 7,15         | Retrait     | Retrait     |  |
|                | André Calvès                         | PSU            | 1 900        | 5,91         | Retrait     | Retrait     |  |
|                |                                      |                |              |              |             |             |  |
| Inscrits       | Inscrits                             | Inscrits       | 49 988       | 100,00       | 49 986      | 100,00      |  |
| Abstentions    | Abstentions                          | Abstentions    | 17 252       | 34,51        | 17 091      | 34,19       |  |
| Votants        | Votants                              | Votants        | 32 736       | 65,49        | 32 895      | 65,81       |  |
| Blancs et nuls | Blancs et nuls                       | Blancs et nuls | 583          | 1,78         | 1 772       | 5,39        |  |
| Exprimés       | Exprimés                             | Exprimés       | 32 153       | 98,22        | 31 123      | 94,61       |  |

Le suppléant de Christian de La Malène était Pierre Dangles.

### Élections législatives de 1967
| Candidat                         | Candidat                             | Parti          | Premier tour | Premier tour | Second tour | Second tour |  |
| Candidat                         | Candidat                             | Parti          | Voix         | %            | Voix        | %           |  |
| -------------------------------- | ------------------------------------ | -------------- | ------------ | ------------ | ----------- | ----------- |  |
|                                  | Christian de La Malène sortant réélu | UD-Ve          | 14 613       | 41,6         | 16 927      | 51,36       |  |
|                                  | Pierre Albert                        | PCF            | 9 849        | 28,04        | 16 031      | 48,64       |  |
|                                  | Dominique Stefanaggi                 | FGDS (CIR)     | 4 495        | 12,8         | Retrait     | Retrait     |  |
|                                  | Louis Lepage                         | CD (PDM)       | 3 287        | 9,36         |             |             |  |
|                                  | Marc Mangenot                        | PSU            | 2 180        | 6,21         |             |             |  |
|                                  | René Landes                          | Extrême droite | 702          | 2            |             |             |  |
|                                  |                                      |                |              |              |             |             |  |
| Inscrits                         | Inscrits                             | Inscrits       | 44 222       | 100,00       | 44 223      | 100,00      |  |
| Abstentions                      | Abstentions                          | Abstentions    | 8 445        | 19,1         | 9 806       | 22,17       |  |
| Votants                          | Votants                              | Votants        | 35 777       | 80,9         | 34 417      | 77,83       |  |
| Blancs et nuls                   | Blancs et nuls                       | Blancs et nuls | 651          | 1,82         | 1 459       | 4,24        |  |
| Exprimés                         | Exprimés                             | Exprimés       | 35 126       | 98,18        | 32 958      | 95,76       |  |
| Source : Data.gouv.fr et CEVIPOF |                                      |                |              |              |             |             |  |

Pierre Dangles était le suppléant de Christian de La Malène.

### Élections législatives de 1968
| Candidat                         | Candidat                             | Parti          | Premier tour | Premier tour | Second tour | Second tour |  |
| Candidat                         | Candidat                             | Parti          | Voix         | %            | Voix        | %           |  |
| -------------------------------- | ------------------------------------ | -------------- | ------------ | ------------ | ----------- | ----------- |  |
|                                  | Christian de La Malène sortant réélu | UDR (URP)      | 15 425       | 48,47        | 16 726      | 56,72       |  |
|                                  | Pierre Albert                        | PCF            | 7 942        | 24,95        | 12 764      | 43,28       |  |
|                                  | Dominique Stefanaggi                 | FGDS (CIR)     | 3 713        | 11,67        |             |             |  |
|                                  | Marc Mangenot                        | PSU            | 2 787        | 8,76         |             |             |  |
|                                  | André Granouillac                    | MPR            | 1 959        | 6,16         |             |             |  |
|                                  |                                      |                |              |              |             |             |  |
| Inscrits                         | Inscrits                             | Inscrits       | 41 763       | 100,00       | 41 768      | 100,00      |  |
| Abstentions                      | Abstentions                          | Abstentions    | 9 503        | 22,75        | 11 183      | 26,77       |  |
| Votants                          | Votants                              | Votants        | 32 260       | 77,25        | 30 585      | 73,23       |  |
| Blancs et nuls                   | Blancs et nuls                       | Blancs et nuls | 434          | 1,35         | 1 095       | 3,58        |  |
| Exprimés                         | Exprimés                             | Exprimés       | 31 826       | 98,65        | 29 490      | 96,42       |  |
| Source : Data.gouv.fr et CEVIPOF |                                      |                |              |              |             |             |  |

Pierre Dangles était suppléant de Christian de La Malène.

### Élections législatives de 1973
| Candidat                         | Candidat                             | Parti          | Premier tour | Premier tour | Second tour | Second tour |  |
| Candidat                         | Candidat                             | Parti          | Voix         | %            | Voix        | %           |  |
| -------------------------------- | ------------------------------------ | -------------- | ------------ | ------------ | ----------- | ----------- |  |
|                                  | Christian de La Malène sortant réélu | UDR (URP)      | 10 958       | 37,63        | 15 182      | 52,63       |  |
|                                  | Rolande Perlican                     | PCF            | 6 453        | 22,16        | 13 666      | 47,37       |  |
|                                  | Jacques Maillot                      | PS (UGSD)      | 5 691        | 19,54        | Retrait     | Retrait     |  |
|                                  | Adrien Bedossa                       | Rad (MR)       | 3 343        | 11,48        |             |             |  |
|                                  | Olivier Delatour                     | PSU            | 1 200        | 4,12         |             |             |  |
|                                  | Gérard Aknin                         | LO             | 730          | 2,51         |             |             |  |
|                                  | Jean-Pierre Lussan                   | FN             | 546          | 1,87         |             |             |  |
|                                  | Gilbert Cazaux                       | FP             | 202          | 0,69         |             |             |  |
|                                  |                                      |                |              |              |             |             |  |
| Inscrits                         | Inscrits                             | Inscrits       | 38 957       | 100,00       | 38 985      | 100,00      |  |
| Abstentions                      | Abstentions                          | Abstentions    | 8 697        | 22,32        | 8 523       | 21,86       |  |
| Votants                          | Votants                              | Votants        | 30 260       | 77,68        | 30 462      | 78,14       |  |
| Blancs et nuls                   | Blancs et nuls                       | Blancs et nuls | 1 137        | 3,76         | 1 614       | 5,3         |  |
| Exprimés                         | Exprimés                             | Exprimés       | 29 123       | 96,24        | 28 848      | 94,7        |  |
| Source : Data.gouv.fr et CEVIPOF |                                      |                |              |              |             |             |  |

Pierre Dangles était suppléant de Christian de La Malène.

### Élections législatives de 1978
| Candidat       | Candidat                             | Parti                 | Premier tour | Premier tour | Second tour | Second tour |  |
| Candidat       | Candidat                             | Parti                 | Voix         | %            | Voix        | %           |  |
| -------------- | ------------------------------------ | --------------------- | ------------ | ------------ | ----------- | ----------- |  |
|                | Christian de La Malène sortant réélu | RPR                   | 11 440       | 37,57        | 15 575      | 50,09       |  |
|                | Edwige Avice                         | PS                    | 6 791        | 22,31        | 15 516      | 49,91       |  |
|                | Rolande Perlican                     | PCF                   | 6 277        | 20,62        | Retrait     | Retrait     |  |
|                | Joël Boillot                         | UDF                   | 2 168        | 7,12         |             |             |  |
|                | Reine Franchi                        | Écologie 78           | 1 811        | 5,95         |             |             |  |
|                | Léoncie Morère                       | PSU (FA)              | 588          | 1,93         |             |             |  |
|                | Monique Godde                        | LO                    | 267          | 0,88         |             |             |  |
|                | Pierre Durand                        | FN                    | 255          | 0,84         |             |             |  |
|                | Yves Lacire                          | LCR (PSPT)            | 234          | 0,77         |             |             |  |
|                | Louis Tardy                          | Extrême droite (UFBS) | 233          | 0,77         |             |             |  |
|                | Nicole Bouré                         | PFN                   | 200          | 0,66         |             |             |  |
|                | Jean-Jacques Lubrina                 | FRP                   | 110          | 0,36         |             |             |  |
|                | Sylvain Duverne                      | UOPDP                 | 69           | 0,23         |             |             |  |
|                | Yves Carton                          | Divers droite (UNMP)  | 2            | 0,01         |             |             |  |
|                | Jean Lépinay                         | Divers droite (RUC)   | 1            | 0            |             |             |  |
|                |                                      |                       |              |              |             |             |  |
| Inscrits       | Inscrits                             | Inscrits              | 39 429       | 100,00       | 39 435      | 100,00      |  |
| Abstentions    | Abstentions                          | Abstentions           | 8 653        | 21,95        | 7 744       | 19,64       |  |
| Votants        | Votants                              | Votants               | 30 776       | 78,05        | 31 691      | 80,36       |  |
| Blancs et nuls | Blancs et nuls                       | Blancs et nuls        | 330          | 1,07         | 600         | 1,89        |  |
| Exprimés       | Exprimés                             | Exprimés              | 30 446       | 98,93        | 31 091      | 98,11       |  |

Pierre Dangles, conseiller de Paris, était suppléant de Christian de La Malène.
Le conseil constitutionnel, saisi par Edwige Avice, annule le scrutin. Il est constaté après recompte que seuls 39 bulletins séparent les candidats au second tour et que des votes par procuration provenant des français de l'étranger doivent être comptés comme nuls, le scrutin n'est plus fiable,.

### Élection partielle du 23 septembre et du1eroctobre 1978
À la suite de l'annulation du scrutin précédent, une élection partielle a lieu.
Edwige Avice, PS est élue le 1er octobre avec 12 968 voix (54,02 %) contre Christian de La Malène, RPR, qui obtient 11 036 voix (45,97 %). Son suppléant est Jacques Maillot.
Au premier tour, Christian de La Malène obtenait 39,20 % des suffrages exprimés, Edwige Avice 33,01 %, Rolande Perlican, PCF 19,33 %.
Les autres candidats étaient :
- René Albaret, Rassemblement des usagers et des contribuables
- Jean-Marc Beyziat, Écologiste indépendant
- Marion Decoudun, Parti des forces nouvelles
- André Dupont, dit Aguigui Mouna, citoyen du monde
- Jeannine Duprat, épouse de François Duprat, Front national
- Henri Fabre-Luce, Écologiste
- Guy Freyche, Ligue communiste révolutionnaire
- Pascal Lacrampe, Divers gauche
- Jean-Jacques Lubrina, Fédération des républicains de progrès
- Guy Perrin, Parti socialiste unifié
- Raymond Roussel, radical démocrate
- Francis Szpiner, Mouvement des radicaux de gauche
- Philippe Wargny, pour le droit à la légitime défense et le maintien de la peine de mort.

### Élections législatives de 1981
| Candidat                                                         | Candidat                     | Parti                | Premier tour | Premier tour | Second tour | Second tour |  |
| Candidat                                                         | Candidat                     | Parti                | Voix         | %            | Voix        | %           |  |
| ---------------------------------------------------------------- | ---------------------------- | -------------------- | ------------ | ------------ | ----------- | ----------- |  |
|                                                                  | Edwige Avice sortante réélue | PS                   | 10 061       | 41,72        | 14 078      | 54,77       |  |
|                                                                  | Christian de La Malène       | RPR (UNM)            | 9 726        | 40,34        | 11 622      | 45,22       |  |
|                                                                  | Rolande Perlican             | PCF                  | 2 664        | 11,05        |             |             |  |
|                                                                  | Francis Rubio                | UDF (MDSF)           | 1 081        | 4,48         |             |             |  |
|                                                                  | Marc Tondriaux               | PSU                  | 576          | 2,39         |             |             |  |
|                                                                  | Didier Coulais               | FN                   | 2            | 0,01         |             |             |  |
|                                                                  | Pascal Gannat                | Extrême droite (PFN) | 2            | 0,01         |             |             |  |
|                                                                  |                              |                      |              |              |             |             |  |
| Inscrits                                                         | Inscrits                     | Inscrits             | 37 562       | 100,00       | 37 562      | 100,00      |  |
| Abstentions                                                      | Abstentions                  | Abstentions          | 13 271       | 35,33        | 11 609      | 30,91       |  |
| Votants                                                          | Votants                      | Votants              | 24 291       | 64,67        | 25 953      | 69,09       |  |
| Blancs et nuls                                                   | Blancs et nuls               | Blancs et nuls       | 179          | 0,74         | 253         | 0,97        |  |
| Exprimés                                                         | Exprimés                     | Exprimés             | 24 112       | 99,26        | 25 700      | 99,03       |  |
| Source : Le Monde du 16 juin 1981, p. 9 et Sud-Ouest du 17, p. 3 |                              |                      |              |              |             |             |  |